# Cătălin Lucian Matei
Cătălin Lucian Matei (n. 12 aprilie 1972, orașul Balș, județul Olt) este un politician român, fost membru al Parlamentului României, ales pe listele PSD. În cadrul activității sale parlamentare, Cătălin Lucian Matei a fost membru în grupurile parlamentare de prietenie cu Republica Slovenia, Bosnia și Herțegovina, Republica Ecuador.  